# Henrik Sattler
Henrik Sattler (* 23. August 1961 in Lübeck) ist ein deutscher Wirtschaftswissenschaftler. Er ist Direktor des Instituts für Marketing und Medien an der Universität Hamburg und Professor für Betriebswirtschaftslehre.

## Leben
Henrik Sattler wurde an der Universität Kiel ausgebildet (Diplom in Betriebswirtschaftslehre 1986, Promotion 1990, Habilitation 1996), u. a. gefördert durch ein Habilitationsstipendium der Deutschen Forschungsgemeinschaft. Akademischen Lehrer waren unter anderem Sönke Albers und Klaus Brockhoff. 1997–2000 war er Inhaber des Unilever-Stiftungslehrstuhls für Betriebswirtschaftslehre an der Friedrich-Schiller-Universität Jena. Seit 2000 ist er Inhaber des Lehrstuhls für Betriebswirtschaftslehre mit einem Schwerpunkt im Bereich Marketing und Branding.
Sattler war zudem Gastprofessor an der Cornell University, dem Massachusetts Institute of Technology (MIT) und der Australian Graduate School of Management an der University of New South Wales (Sydney) sowie Gastdozent an der Wissenschaftlichen Hochschule für Unternehmensführung (WHU) in Koblenz.  
2003 gründete er das Wissenschaftliche Zentrum für Markenmanagement und Marketing e. V. (ZMM). 

## Arbeitsschwerpunkte
Sattler beschäftigt sich mit dem Markenmanagement von Medien, Konsumgütern und Dienstleistungen, so bei der Bewertung von Marken oder der erfolgreichen Gestaltung von Markenstrategien. 
Weitere Forschungsschwerpunkte bilden das Preismanagement (z. B. Preisverhalten von Nachfragern, Preissetzung), das Innovationsmanagement (z. B. Präferenzmessung für Innovationen, Geschäftsmodelle für Innovationen) sowie die Markt- und Konsumentenforschung.

## Ehrungen und Auszeichnungen
- 2005 „Preis für Mentorship“ der Claussen-Simon-Stiftung für die vorbildliche Betreuung und Förderung von Doktoranden.

## Publikationen (Auswahl)
- F.-R. Esch, A. Herrmann, H. Sattler: Marketing – Eine managementorientierte Einführung. 5., überarbeitete und erweiterte Auflage. Verlag Franz Vahlen, München 2017.
- H. Sattler, F. Völckner: Markenpolitik. 2., überarbeitete und erweiterte Auflage. Verlag W. Kohlhammer, Stuttgart u. a. 2007.
- F. Eggers, H. Sattler: Hybrid Individualized Two-level Choice Based Conjoint (HIT-CBC): A New Method for Measuring Preference Structures when there are Many Attribute Levels. In: International Journal of Research in Marketing. Vol. 26, Nr. 2, Juni 2009.
- F. Völckner, H. Sattler, G. Kaufmann: Image Feedback Effects of Brand Extensions: Evidence from a Longitudinal Field Study. In: Marketing Letters. Vol. 19, Nr. 2, 2008, S. 109–124.
- T. Hennig-Thurau, V. Henning, H. Sattler: Consumer File Sharing of Motion Pictures. In: Journal of Marketing. Vol. 71, Nr. 4, Oktober 2007, S. 1–18.
- T. Hennig-Thurau, V. Henning, H. Sattler, F. Eggers, M. Houston: The Last Picture Show? Timing and Order of Movie Distribution Channels. In: Journal of Marketing. Vol. 71, Nr. 4, Oktober 2007, S. 63–83.
- F. Völckner, H. Sattler: Empirical Generalizability of Consumer Evaluations of Brand Extensions. In: International Journal of Research in Marketing. Vol. 24, Nr. 2, Juni 2007, S. 149–162.
- F. Völckner, H. Sattler: Drivers of Brand Extension Success. In: Journal of Marketing. Vol. 70, Nr. 2, April 2006, S. 18–34.
- C. Schade, T. Nitschke, H. Sattler: Reciprocity with Video File Sharing: Experimental Evidence. In: Advances in Consumer Research. Vol. 32, 2005, S. 58–64.